# Teatro Nacional de São Carlos
El Teatro Nacional de São Carlos és un teatre d'òpera de Lisboa. Va ser inaugurat el 30 de juliol de 1793 per la Reina Maria I per a substituir el Teatre de l'Òpera del Tejo, que havia estat destruït pel terratrèmol de Lisboa de 1755. Està situat en el centre històric de la ciutat, prop del districte del Chiado.

## Història
L'any 1792, un grup d'homes de negocis lisboetes van decidir finançar la construcció d'un nou teatre d'òpera per a la ciutat. El teatre va ser edificat en només sis mesos, segons el disseny de l'arquitecte portuguès José da Costa e Silva, en estil neoclàssic amb elements rococó. El projecte va estar inspirat clarament en els grans teatres italians, com el San Carlo de Nàpols (interior) i La Scala de Milà (interior i façana). A les primeries del Segle XIX, quan la dinastia portuguesa va traslladar-se al Brasil fugint de l'Exèrcit Napoleònic, es va construir un teatre a Rio de Janeiro amb el model del São Carlos.
La façana està decorada amb un rellotge, l'escut d'armes de Portugal i una entrada en forma de pòrtic. El nom del teatre va ser elegit en honor de la princesa Carlota Joaquima d'Espanya, que havia arribat a Portugal l'any 1790 per a casar-se amb el futur rei, el Príncep Joan.

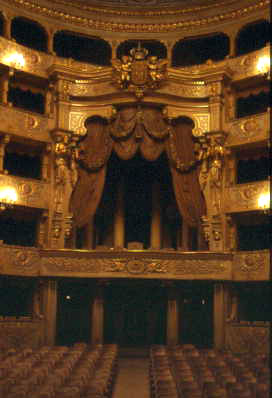
Interior del Teatre

Una inscripció llatina commemorativa, dedica el teatre a la princesa.
La bella sala principal és el·líptica, té cinc files de llotges i capacitat per a 1.148 espectadors. La luxosa llotja reial va ser profusament decorada per l'italià Giovanni Appianni. El sostre va ser pintat per Manuel da Costa i l'escenari per Cirilo Wolkmar Machado.
La primera òpera que s'hi va representar, l'any 1793, va ser La Ballerina Amante, de Domenico Cimarosa. El més cèlebre compositor portuguès de l'època, Marcos Portugal, va ser nomenat director musical del teatre després del seu retorn d'Itàlia, i la major part de les seues òperes hi van ser representades, així com la del també compositor portuguès António Leal Moreira (1758-1819).
Entre 1828 i 1834, el São Carlos va ser clausurat, a causa de la Guerra Civil Portuguesa que va esclatar entre les faccions de Miquel I i Pere IV. L'any 1850 s'hi va instal·lar la il·luminació a gas, la més moderna tecnologia disponible. Poc després, l'Estat Portuguès va adquirir el teatre als propietaris privats. Després de diversos intents, la il·lminació elèctrica va ser instal·lada l'any 1887. Des de 1935 a 1940, el teatre va estar tancat per reformes.
En 1958, s'hi va representar La traviata de Verdi, amb Maria Callas i Alfredo Kraus. L'enregistrament que en van fer uns afeccionats, que va circular àmpliament, s'ha fet llegendari per la qualitat de la representació que és coneguda com "La traviata de Lisboa" i ha donat lloc a una obra de teatre: Lisbon Traviata de Terrence McNally.
L'any 1974 es va constituir una companyia d'òpera resident. L'any 1993 s'hi va crear l'Orquestra Simfònica Portuguesa.